# Akoestisch instrument

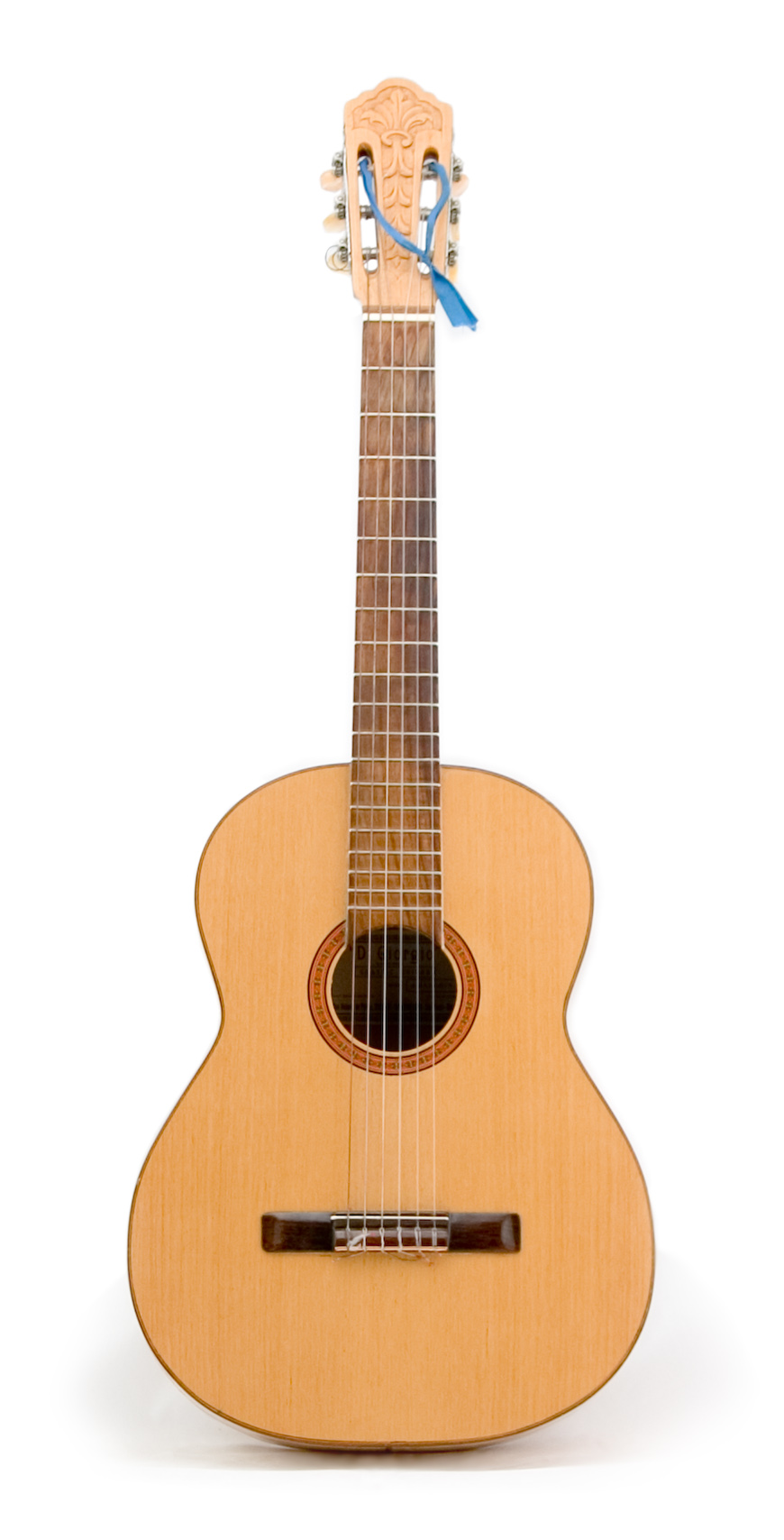
Akoestische gitaar

Een akoestisch instrument is een muziekinstrument waarbij het geluid niet elektrisch versterkt wordt. Een voorbeeld van het onderscheid is dat tussen de akoestische gitaar en de elektrische gitaar.

## Toepassing
In de klassieke muziek worden gewoonlijk alleen niet-versterkte instrumenten gebruikt, of het nu gaat om kamermuziek of optredens in grote concertzalen, bijvoorbeeld door een symfonieorkest. Hetzelfde geldt voor blaasmuziek (fanfares, brassbands, harmonieorkesten). Klassieke zangers hebben meestal voldoende volume in hun stem om zonder microfoon gehoord te kunnen worden. In alle gevallen zijn er uitzonderingen, bijvoorbeeld bij uitvoeringen in de open lucht.
Ook in de volksmuziek worden meestal akoestische instrumenten gebruikt, hoewel hier meer uitzonderingen zijn. In de experimentele muziek worden soms elektrische of elektronische instrumenten gecombineerd met een ensemble dat verder uit akoestische instrumenten bestaat. In de jazz is er een gemengd beeld.
Een liveoptreden van een (pop)band wordt akoestisch of met een Engels woord unplugged genoemd wanneer het optreden zonder hulp van elektrische versterking plaatsvindt. Het benoemen hiervan is typisch iets speelt in de popmuziek, waar versterking juist standaard is.
De term unplugged werd populair toen het MTV-programma MTV Unplugged op televisie verscheen. Grote rockartiesten en -groepen als Bryan Adams en Aerosmith vertoonden hun kunsten opeens zonder geluidsversterking. Dit creëerde een onverwacht intieme sfeer op het podium, wat als zeer verrassend werd ervaren. In veel gevallen kwam de kern van de liedjes in deze opzet beter tot zijn recht doordat er geen ontsnapping mogelijk was naar de hoge decibellen. Ontdaan van hun bombast bleken veel liedjes een grote dramatische uitwerking te hebben.
Een van de bekendste unplugged-afleveringen van MTV is die uit 1993 met de Amerikaanse band Nirvana geworden, doordat men ervan overtuigd was dat deze populaire vertolkers van de grunge niet in staat zouden zijn hun nummers akoestisch ten gehore te brengen.